# Hooray! Hooray! It's a Holi-Holiday
Singles de Boney M
Painter Man
(1979) El Lute / Gotta Go Home
(1979)
Clip vidéo
[vidéo] «   », sur YouTube
Hooray! Hooray! It's a Holi-Holiday est une chanson du groupe Boney M., sortie en single en 1979.
La chanson a atteint la 4e place en Allemagne
Au Royaume-Uni, elle débute à la 19e place du hit-parade des singles dans la semaine du 22 au 28 avril 1979, grimpe à la 4e place la semaine suivante et à la 3e place une semaine plus tard (la semaine du 6 au 12 mai) et garde cette place pour une semaine de plus.
La chanson a aussi atteint la 1re place aux Pays-Bas et en Flandre (Belgique néerlandophone), la 2e place en Norvège, la 3e place en Autriche, la 4e place en Suisse, la 7e place en Nouvelle-Zélande et la 11e place en Suède.

## Composition
La chanson est basée sur une chanson enfantine américaine intitulée Polly Wolly Doodle (en).

## Reprises
Une reprise par The Cheeky Girls est sortie en single en 2003.